# Lila Kedrova
Lila Kedrova (n. 9 octombrie 1919, Petrograd, Imperiul Rus – d. 16 februarie 2000, Sault Sainte Marie, Ontario, Canada) a fost o actriță franțuzoaică de origine rusă. Ea a câștigat Premiul Oscar pentru cea mai bună actriță într-un rol secundar pentru interpretarea doamnei Hortense (Bubulina) în filmul Zorba Grecul (1964), și Premiul Tony pentru cea mai bună interpretare de către o actriță într-un muzical, pentru același rol în versiunea muzicală a filmului.

## Viața și cariera
Kedrova a susținut că s-a născut în 1918, la Petrograd, Rusia, deși anul nașterii sale este imposibil să fie stabilit cu certitudine. Părinții ei au fost cântăreți de operă ruși. Tatăl ei, Nikolai, a fost cântăreț și compozitor, fondator al primului cvartet masculin rus ce a interpretat cântece liturgice. Mama ei, Sofia Gladkaia (în rusă: Софья Николаевна Гладкая) (1875-1965), a fost cântăreață la Teatrul Mariinski și profesoară la Conservatorul din Paris. Fratele Kedrovei, Nikolai (1905-1981), a fost un cântăreț rus și compozitor de muzică liturgică. 
La puțin timp după Revoluția din Octombrie, în 1922, familia ei a emigrat la Berlin. În 1928 părinții ei s-au mutat în Franța, unde mama Kedrovei a predat la Conservatorul din Paris, iar tatăl ei a fondat din nou cvartetul „Quatuor Kedroff”. În 1932, Lila Kedrova s-a alăturat trupei itinerante a Teatrului de Artă din Moscova. A început o carieră de actriță de film, mai ales în filme franțuzești, până la prima ei apariție într-un film englezesc în 1964 ca Doamna Hortense din Zorba Grecul. Interpretarea ei i-a adus Premiul Oscar pentru cea mai bună actriță în rol secundar. Kedrova apărut în filmul Torn Curtain (1966) al lui Alfred Hitchcock, în rolul contesei Kuchinska. A interpretat-o apoi pe Fraulein Schneider în reprezentația de pe scena din West End a spectacolului Cabaret în 1968, alături de Judi Dench și Peter Sallis. Ea a interpretat apoi o serie de femei excentrice în mai multe filme de la Hollywood. În 1983 a reluat rolul Doamna Hortense pe Broadway în versiunea muzicală a filmului Zorba Grecul, câștigând atât Premiul Tony pentru cea mai bună interpretare a unei actrițe într-un muzical, cât și Premiul Drama Desk. În 1989 a jucat rolul Madame Armfeldt în recrearea teatrală la Londra a spectacolului Little Night Music.

## Moartea
Lila Kedrova a murit în anul 2000 la o casă de vară în Sault Ste. Marie, Ontario, Canada, de pneumonie, după o lungă luptă cu maladia Alzheimer.

## Filmografie
| Titlu                                             | An   | Rol                               | Note |
| ------------------------------------------------- | ---- | --------------------------------- | --- |
| Ultimatum                                         | 1938 | Irina                             | ca Lila Kédrova |
| Weg ohne Umkehr                                   | 1953 | Ljuba                             | |
| Le Défroqué                                       | 1954 |                                   | necreditată |
| Flesh and the Woman                               | 1954 | Rose                              | în franceză Le Grand jeu |
| Les Impures                                       | 1955 | Dna. Denis, portăreasa            | |
| Les Chiffonniers d'Emmaüs                         | 1955 | Soția lui Bastien                 | necreditată |
| Oameni fără importanță                            | 1955 |                                   | (Des gens sans importance) |
| Futures vedettes                                  | 1955 | mama Sophiei                      | |
| Razzia sur la chnouf                              | 1955 | Léa                               | |
| Strada mare                                       | 1956 |                                   | (Calle Mayor) |
| Jusqu'au dernier                                  | 1957 | Marcella Bastia                   | |
| Ce joli monde                                     | 1957 | Léa                               | |
| The Lovers of Montparnasse                        | 1958 | Dna. Sborowsky                    | |
| Mon pote le gitan                                 | 1959 | La Choute                         | |
| Jons und Erdme                                    | 1959 |                                   | |
| La Femme et le Pantin                             | 1959 | Manuela                           | |
| Kriss Romani                                      | 1963 |                                   | |
| La Mort d'un tueur                                | 1964 |                                   | |
| Zorba Grecul                                      | 1964 | Doamna Hortense                   | Premiul Oscar pentru cea mai bună actriță în rol secundar Nominalizată — Premiul BAFTA pentru cea mai bună actriță străină Nominalizată — Premiul Globul de Aur pentru cea mai bună actriță în rol secundar Nominalizată — Premiul Laurel pentru cea mai bună interpretare secundară feminină |
| A High Wind in Jamaica                            | 1965 | Rosa, Tampico Proprietara barului | |
| Torn Curtain                                      | 1966 | Contesa Kuchinska                 | |
| Penelope                                          | 1966 | Prințesa Sadaba                   | |
| Maigret à Pigalle                                 | 1967 | Rise                              | |
| Le Canard en fer-blanc                            | 1967 | Rosa                              | |
| The Girl Who Couldn't Say No                      | 1969 | Mama Yolandei                     | |
| The Kremlin Letter                                | 1970 | Sophie                            | |
| A Time for Loving                                 | 1972 | Doamna Olga Dubillard             | |
| Rak                                               | 1972 | Mama lui David                    | |
| Escape to the Sun                                 | 1972 | Sarah Kaplan                      | |
| Soft Beds, Hard Battles                           | 1974 |                                   | |
| Alla mia cara mamma nel giorno del suo compleanno | 1974 | Contesa Mafalda                   | |
| The Cursed Medallion                              | 1975 | Contesa Cappelli                  | |
| Eliza's Horoscope                                 | 1975 | Lila                              | |
| Footprints on the Moon                            | 1975 | Bătrâna de pe plajă               | în franceză Le Orme |
| The Tenant                                        | 1976 | Doamna Gaderian                   | în franceză Le Locataire |
| Moi, fleur bleue                                  | 1977 | Contesa de Tocqueville            | |
| Nido de Viudas                                    | 1977 | Mama                              | SUA: Widow's Nest |
| Le Paradis des riches                             | 1978 | Camille Chevallier                | |
| Le Cavaleur                                       | 1979 | Olga                              | |
| Les Égouts du paradis                             | 1979 | Charlotte                         | |
| Womanlight                                        | 1979 | Sonia                             | |
| Tell Me a Riddle                                  | 1980 |                                   | Premiul Masca de Aur |
| Les Parents terribles                             | 1980 |                                   | |
| Il Turno                                          | 1981 | Maria                             | |
| Blood Tide                                        | 1982 | Sora Anna                         | |
| Testament                                         | 1983 |                                   | necreditată |
| Sword of the Valiant                              | 1984 | Lady de Lyonesse                  | |
| Some Girls                                        | 1988 | Bunica                            | |
| A Star for Two                                    | 1991 |                                   | |
| Next Time the Fire                                | 1993 | Mama                              | |